# Láczay család
A Láczay család neve 1589-ben szerepel először egy történelmi forrásban.

## Története
A történelmi forrás Láczay Péter földbirtokost Lácacséke uraként tünteti fel. A család munkácsi ága a 20. század elején egyesült a gazdag történelmi múlttal rendelkező Kanizsai családdal. Láczay László vette feleségül Kanizsai Erzsébetet, aki a család legidősebb gyermekeként többek közt a 17. századi nemeslevelet örökölte. A család híres sarja Láczay Szabó László jogász, szőlőbirtokos (1845–1906). Vitéz nemes mádi Láczay László az első világháborúban, egy összecsapásban fél szemét elvesztette. Később, Kárpátalja visszafoglalása után Horthy Miklós kormányzó 1939-ben vitézi címmel jutalmazta hősiességéért.

## Ismert tagjai
- Láczay Szabó László jogász, szőlőbirtokos (1845–1906)
- vitéz nemes mádi Láczay László (?)
- Kanizsai Erzsébet (?)
- Láczay Péter (?)